# Place du Champ-Jacquet
La place du Champ-Jacquet est une place de Rennes.

## Situation et accès
Elle est située dans le cœur historique de la ville, au sein du quartier Centre. La place est issue de l'intersection en Y des rues du Champ Jacquet et de la rue Leperdit.
La place est accessible en métro par les lignes a et b via la station Sainte-Anne et est situé à proximité du pôle de correspondances de la place de la République, située 300 mètres au sud.

## Origine du nom
La rue et la place du Champ Jacquet tirent leurs noms de la porte Jacquet des anciens remparts, située vers le haut de la rue Chateaurenault, non loin de la place.

## Historique
En 2022, un plan de travaux sur 3 ans pour un budget de 4 millions d'euros est présenté pour repenser la place : elle sera végétalisée et la circulation sera restreinte afin de favoriser l'accès aux piétons,.

## Bâtiments remarquables et lieux de mémoire
Cette place possède de hautes maisons à pans de bois du XVIIe siècle, qui ont toutes une structure réduite à l'essentiel. Au numéro 5, l'hôtel Hay de Tise, rassemble tous les matériaux de l'époque : pans de bois, pierre blanche et granit.
Se dresse au milieu de la place, la statue de Jean Leperdit, maire de Rennes pendant la Révolution. On le voit déchirant une liste de condamnés à la guillotine.

### Statue

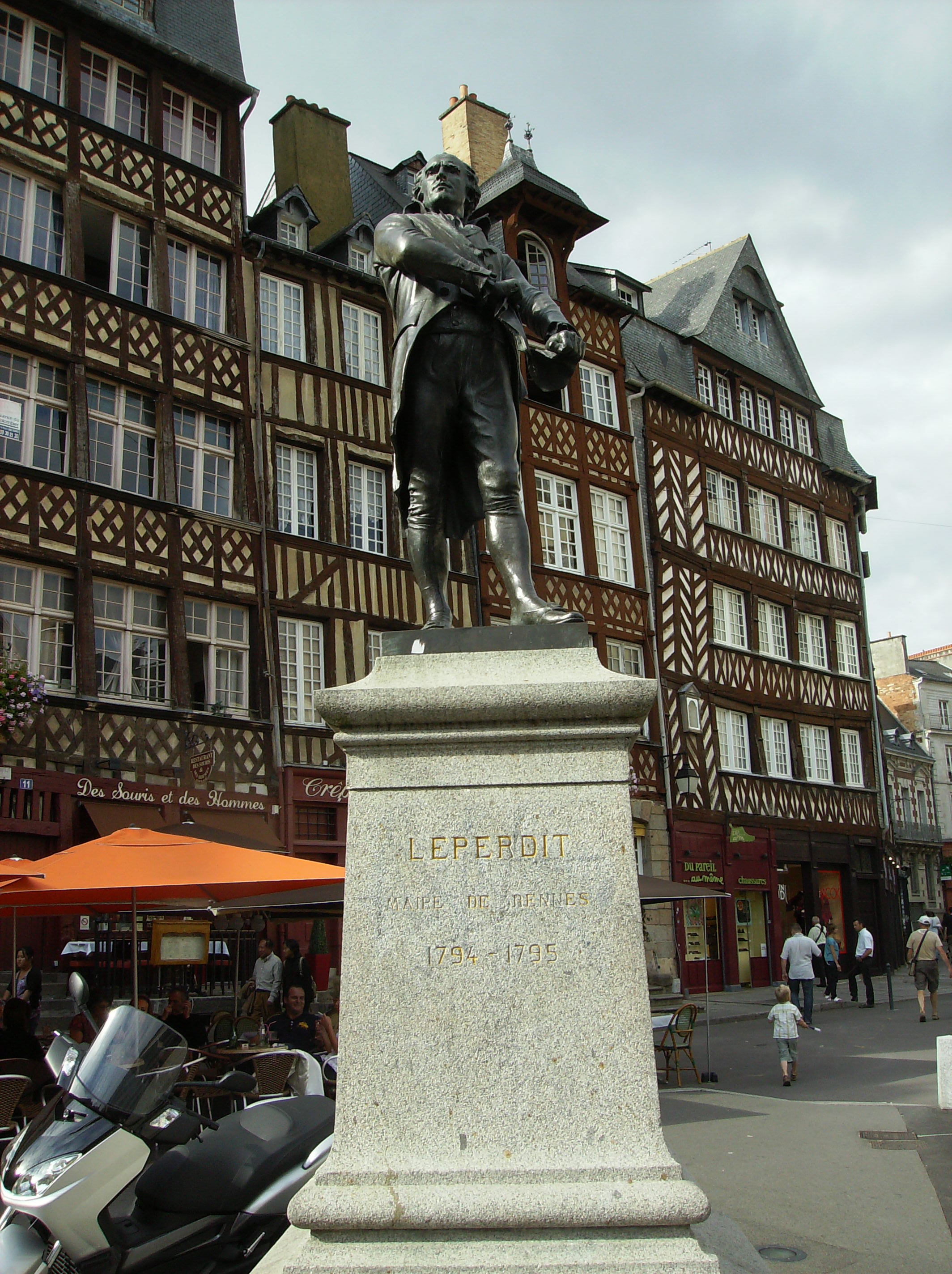
La statue de Jean Leperdit.

En 1839, le célèbre sculpteur Pierre-Jean David d'Angers offrit à la ville de sculpter gratuitement la statue de Jean Leperdit figure révolutionnaire et maire de Rennes, cette offre fut acceptée, mais elle ne reçut jamais d’exécution. En 1879, l’érection d’une statue représentant Leperdit déchirant un édit royal fut décidée par le conseil municipal, mais le projet n’eut aucune suite.
Enfin, en 1883, le conseil municipal a repris la question et a décidé qu’une statue en bronze de 2 m de l’ancien maire de Rennes faite cette fois par le sculpteur Emmanuel Dolivet serait placée Place du Champ Jacquet. Ce fut chose faite en 1892. Elle est fondue sous le régime de Vichy, dans le cadre de la mobilisation des métaux non ferreux. Le buste est découpé est et conservé dans le musée des Beaux-Arts.
En 1991, la statue est recoulée et réinstallée sur son piédestal en 1994.